# Mahamé Siby
Mahamé Siby (Parigi, 7 luglio 1996) è un calciatore maliano con cittadinanza francese, centrocampista del Malmö FF.

## Caratteristiche tecniche
È un centrocampista difensivo.

## Carriera
Cresciuto nel settore giovanile del 93 BBG, inizia la sua carriera in Championnat de France amateur 2 dove debutta il 19 agosto 2017 in un incontro vinto 2-0 contro il Paris FC 2.
Il 28 maggio 2018 viene acquistato dal Valenciennes che lo aggrega inizialmente alla sua squadra riserve, sempre in quinta divisione. Fa il suo esordio in prima squadra - e fra i professionisti - il 16 novembre giocando  l'incontro di Coupe de la Ligue vinto 3-1 contro il Dunkerque; poche settimane più tardi debutta anche in Ligue 2, nella trasferta persa 0-1 sul campo del Niort.
Il 28 maggio 2020 passa a titolo definitivo allo Strasburgo, con cui debutta in Ligue 1 il 6 dicembre successivo nel match vinto 4-0 contro il Nantes.

## Statistiche

### Presenze e reti nei club
Statistiche aggiornate al 1º luglio 2021.
| Stagione            | Squadra             | Campionato          | Campionato | Campionato | Coppe nazionali | Coppe nazionali | Coppe nazionali | Coppe continentali | Coppe continentali | Coppe continentali | Altre coppe | Altre coppe | Altre coppe | Totale | Totale | Totale |
| Stagione            | Squadra             | Comp                | Pres       | Reti       | Comp            | Pres            | Reti            | Comp               | Pres               | Reti               | Comp        | Pres        | Reti        | Pres   | Reti   |        |
| ------------------- | ------------------- | ------------------- | ---------- | ---------- | --------------- | --------------- | --------------- | ------------------ | ------------------ | ------------------ | ----------- | ----------- | ----------- | ------ | ------ | ------ |
| 2017-2018           | 93 BBG              | N3                  | 25         | 0          | CF+CdL          | 0               | 0               | -                  | -                  | -                  | -           | -           | -           | 25     | 0      |        |
| 2019-2020           | Valenciennes 2      | N3                  | 7          | 0          | -               | -               | -               | -                  | -                  | -                  | -           | -           | -           | 7      | 0      |        |
| 2018-2019           | Valenciennes        | L2                  | 2          | 0          | CF+CdL          | 2+0             | 0               | -                  | -                  | -                  | -           | -           | -           | 4      | 0      |        |
| 2019-2020           | Valenciennes        | L2                  | 3          | 0          | CF+CdL          | 0+1             | 0               | -                  | -                  | -                  | -           | -           | -           | 4      | 0      |        |
| Totale Valenciennes | Totale Valenciennes | Totale Valenciennes | 5          | 0          |                 | 3               | 0               |                    | -                  | -                  |             | -           | -           | 8      | 0      |        |
| 2020-2021           | Strasburgo 2        | N3                  | 1          | 0          | -               | -               | -               | -                  | -                  | -                  | -           | -           | -           | 1      | 0      |        |
| 2020-2021           | Strasburgo          | L1                  | 5          | 0          | CF              | 1               | 0               | -                  | -                  | -                  | -           | -           | -           | 6      | 0      |        |
| ago. 2021           | Strasburgo          | L1                  | 2          | 0          | CF              | -               | -               | -                  | -                  | -                  | -           | -           | -           | 2      | 0      |        |
| Totale Strasburgo   | Totale Strasburgo   | Totale Strasburgo   | 7          | 0          |                 | 1               | 0               |                    | -                  | -                  |             | -           | -           | 8      | 0      |        |
| 2021-2022           | Paris FC            | L2                  | 0          | 0          | CF              | 0               | 0               | -                  | -                  | -                  | -           | -           | -           | 0      | 0      |        |
| Totale carriera     | Totale carriera     | Totale carriera     | 45         | 0          |                 | 4               | 0               |                    | -                  | -                  |             | -           | -           | 49     | 0      |        |

## Palmarès

### Club

#### Competizioni nazionali
- Campionato svedese: 1

Malmö FF: 2023